# Leonoor Pauw
 (janvier 2019).
Leonoor Pauw, née le 1er janvier 1956 et morte le 21 mai 2013 aux Pays-Bas,,, est une actrice néerlandaise.

## Filmographie

### Cinéma et téléfilms
- 1986 : Als in een roes (nl) : Sara Severijn
- 1987 : De orionnevel : L'ex-femme de Baards
- 1993 : Verhalen van de straat : L'enquêtrice
- 1997 : Broos : Muis
- 1999 : Suzy Q : La réceptionniste
- 2001 : Verkeerd verbonden (nl) : Wieke van de Molen
- 2001 : Baantjer : Wilhelmina
- 2002 : Intensive Care (nl) : Van Groeselaere
- 2006 : Juliana, prinses van oranje (nl) : Hofdame Roëll
- 2007 : Spoorloos verdwenen (nl) : Mirjam Wijnstok
- 2011 : Sonny Boy : La sage-femme
- 2011 : Razend (nl) : Mme Mijnman
- 2014 : Brozer (nl) : Muis